# Ungehaubte Kapuziner
Die Ungehaubten Kapuziner (Cebus) sind eine Primatengattung aus der Gruppe der Neuweltaffen. Es sind waldbewohnende, allesfressende Tiere, die in Gruppen leben. Ungehaubte Kapuziner kommen in Mittel- und dem nördlichen Südamerika vor. Ihr Verbreitungsgebiet reicht von Honduras bis in das Amazonasbecken.

## Merkmale
Ungehaubte Kapuziner sind mittelgroße Primaten mit einem Gewicht von etwa 2 bis 3 kg bei den Weibchen und 3 bis 4 kg bei den Männchen. Der Rumpf ist schlank, die Vorder- und Hintergliedmaßen sind annähernd gleich lang. Die Finger sind kurz und der Daumen ist opponierbar, wodurch diese Primaten manuell sehr geschickt sind. Der Schwanz ist greiffähig, aber kein voll ausgebildeter Greifschwanz mit unbehaartem Hautfeld, wie er bei den Klammerschwanzaffen vorkommt. Die Färbung des Fells ist variabel, meist ist der Rumpf in Braun- oder Schwarztönen gehalten.
| Schädel eines Braunen Kapuziners (Cebus olivaceus) mit dem gattungstypisch fehlenden Scheitelkamm | im Vergleich dazu der Schädel von Sapajus robustus mit einem typisch für die Gattung Sapajus ausgebildeten Scheitelkamm |

Von Sapajus (Gehaubte Kapuziner), der zweiten Kapuzineraffengattung, können die Ungehaubten Kapuziner vor allem durch das Fehlen des für die Gehaubten Kapuziner typischen Schopfes auf der Oberseite des Kopfes, das Fehlen von deren Bärten und die im Vergleich zu den Gehaubten Kapuzinern längeren Arme und Beine unterschieden werden. Letzteres verleiht den Ungehaubten Kapuzinern ein insgesamt grazileres Aussehen. Weitere Unterschiede betreffen die Schädelmorphologie. So besitzen sie keinen Scheitelkamm, der bei allen Arten der Gattung Sapajus vorhanden, aber je nach Art unterschiedlich groß ist. Ihre Augenhöhlen sind größer und breiter, ihre Apertura piriformis (die Öffnung des Gesichtsschädels zur Nasenhöhle) ist genau so hoch wie breit (bei Sapajus höher als breit). Der Jochbogen ist bei den Ungehaubten Kapuzinern grazil, bei den Gehaubten Kapuzinern kräftig ausgebildet. Die Eckzähne der Ungehaubten Kapuziner sind lang und relativ dünn, die der Gehaubten Kapuziner kurz und robust.
Wo Ungehaubte und Gehaubte Kapuziner zusammen leben, das ist vor allem im Amazonasbecken der Fall, bilden Ungehaubte Kapuziner größere Gruppen und leben eher in der Schicht der niedrigen Bäume. Werkzeuggebrauch konnte bei Ungehaubten Kapuzinern bisher nicht beobachtet werden. Bei in trockeneren Habitaten vorkommenden Gehaubten Kapuzinern ist er dagegen allgegenwärtig, bei ihren Gattungsgenossen in Regenwäldern fehlt aber bisher ebenfalls der Nachweis.

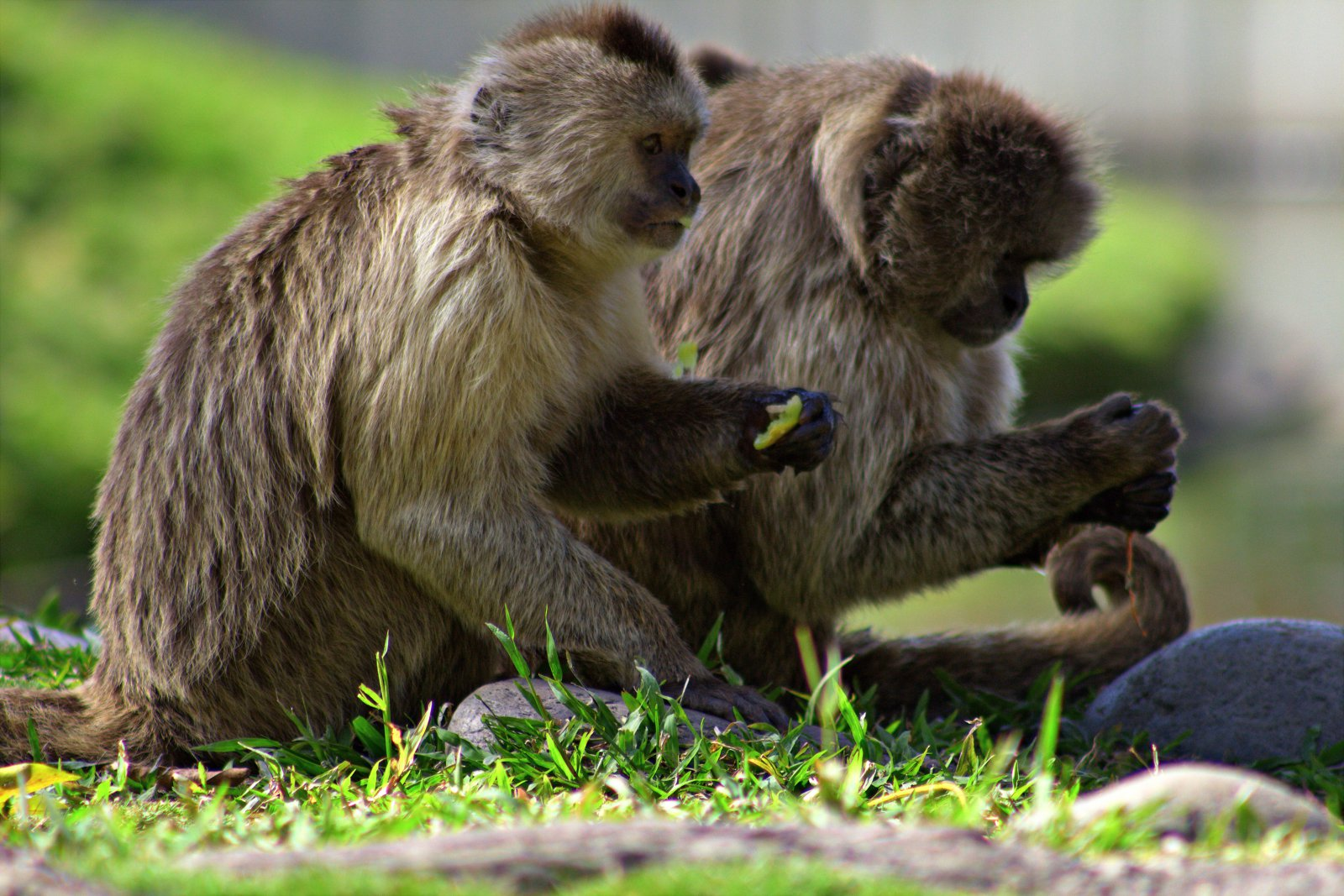
Cebus brunneus

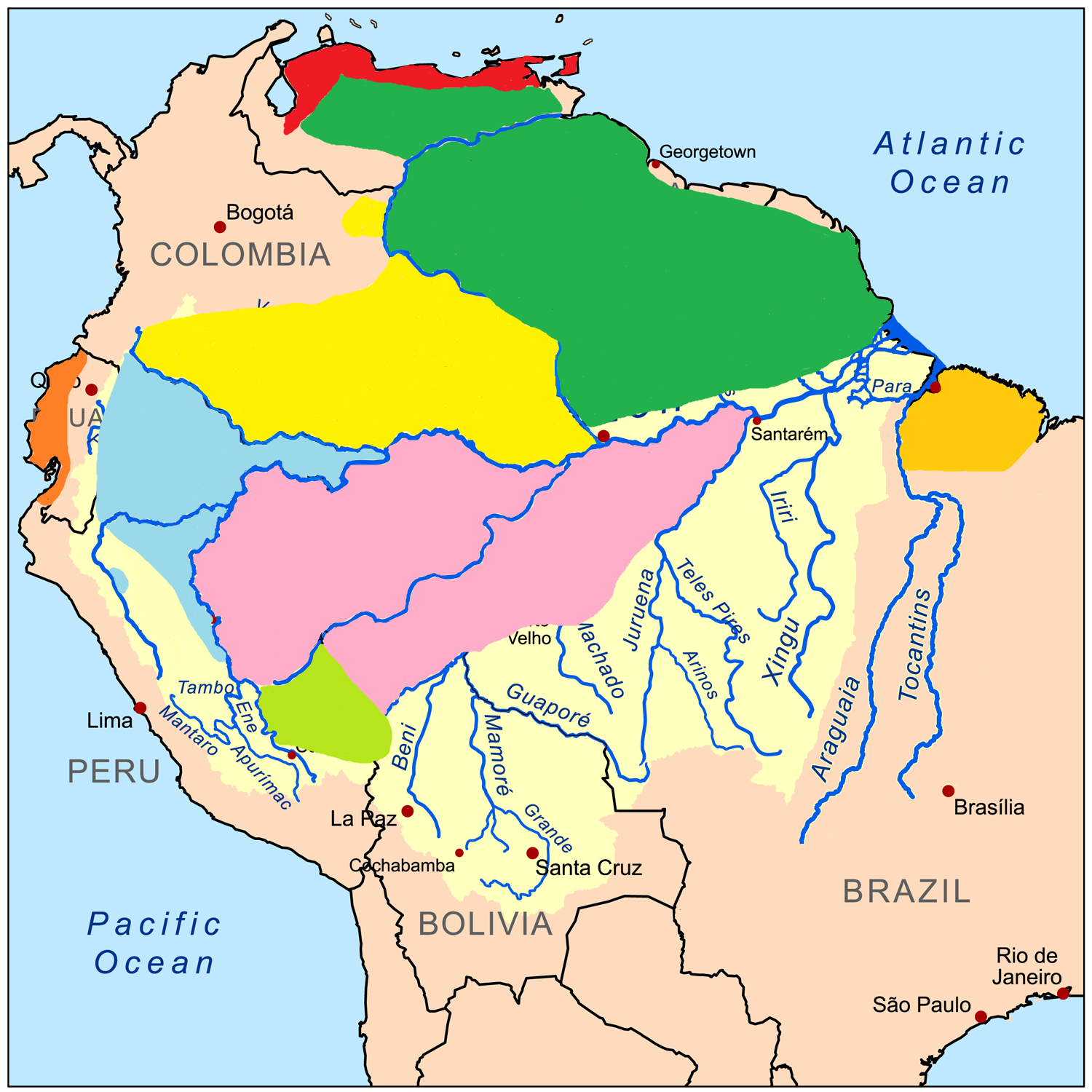
Verbreitung von acht Arten der Ungehaubten Kapuziner:
Venezuela-Kapuzineraffe
Brauner Kapuzineraffe u. Kastanienbrauner Kapuzineraffe
Kaapori-Kapuzineraffe
Weißstirnkapuzineraffe
Marañon-Kapuzineraffe
Peru-Kapuzineraffe
Ecuador-Kapuziner
Spix-Kapuzineraffe

## Arten
Die Gattung der Ungehaubten Kapuziner wird gegenwärtig (August 2022) in 15 Arten unterteilt.
- Der Ecuador-Kapuzineraffe (Cebus aequatorialis, Syn.: C. albifrons aequatorialis) lebt im westlichen Ecuador.
- Der Weißstirnkapuziner (Cebus albifrons) bewohnt das nördliche Südamerika.
- Der Venezuela-Kapuzineraffe (Cebus brunneus, Syn.: C. olivaceus brunneus, C. albifrons trinitatis), Küstenregion Venezuelas und Trinidad
- Der Weißschulterkapuziner (Cebus capucinus) ist eine der bekanntesten Arten und lebt im nordwestlichen Ecuador, Kolumbien und im östlichen Panama.
- Der Kastanienbraune Kapuzineraffe (Cebus castaneus) kommt in den drei Guayanas vor.
- Der Rio-Cesar-Kapuzineraffe (Cebus cesarae, Syn.: C. albifrons cesarae) nördliche Anden
- Der Peru-Kapuzineraffe (Cebus cuscinus, Syn.: C. albifrons cuscinus) Bolivien, Acre, Peru
- Der Panama-Kapuzineraffe (Cebus imitator) Honduras, Nicaragua, Costa Rica und das westliche Panama
- Der Kaapori-Kapuziner (Cebus kaapori) galt früher als Unterart des Braunen Kapuziners. Er bewohnt ein kleines Gebiet in Brasilien (Pará und Maranhão) und gilt als bedroht.
- Der Weißkopf-Kapuzineraffe (Cebus leucocephalus, Syn.: C. albifrons leucocephalus) nördliches Kolumbien (Einzugsgebiet des Río Magdalena)
- Der Santa-Marta-Kapuziner (Cebus malitiosus, Syn.: C. albifrons malitiosus) lebt im nördlichen Kolumbien (Sierra Nevada de Santa Marta und Umgebung).
- Der Braune Kapuziner (Cebus olivaceus) lebt im größten Teil von Venezuela und im brasilianischen Bundesstaat Roraima.
- Der Spix-Kapuzineraffe (Cebus unicolor) südliches Amazonien
- Der Kolumbien-Kapuzineraffe (Cebus versicolor, Syn.: C. albifrons versicolor) nördliche Anden
- Der Marañon-Kapuzineraffe (Cebus yuracus, Syn.: C. albifrons yuracus) im westlichen Amazonien

Die Unterteilung der Ungehaubten Kapuziner in so viele Arten ist umstritten und es sieht so aus, dass ein großer Teil dieser Taxa einen Artkomplex mit zahlreichen Populationen und Unterarten bildet, der einen hohen Genfluss zwischen den verschiedenen Populationen bewahrt hat.

## Systematik und Evolution
Die Gattung Cebus wurde 1777 durch den deutschen Gelehrten Johann Christian Polycarp Erxleben aufgestellt, mit dem Weißschulterkapuziner (Cebus capucinus) als Typusart.
Der letzte gemeinsame Vorfahre aller Kapuzineraffen lebte wahrscheinlich im späten Miozän vor etwa 6,2 Millionen Jahren. Die Ungehaubten Kapuziner entwickelten sich wahrscheinlich im Amazonasbecken und breiteten sich von dort in Richtung Mittelamerika aus.